# Lisbeth Jessen
Lisbeth Jessen (auch: Anna Elisabeth, * 1956) ist eine dänische Journalistin und Feature-Autorin.
Jessen studierte Journalistik und arbeitet seit 1984 für Danmarks Radio. 2003 wurde sie für ihr Feature Nach dem Fest mit dem Prix Italia ausgezeichnet.

## Werke
- 2002/2004: Nach dem Fest. Adaption des dänischen Features "After the Celebration". Regie: Thomas Wolfertz. Prod.: Danmarks Radio/WDR,
- 2006: Kraniet fra Katyn bei IMDb, 58 Min, 2006 bei ARTE und NDR ausgestrahlt.  Buchausgabe: ISBN 9788763807036
- 2014: Guten Tag auf Polnisch – auch Regie (Feature – DKultur/WDR)